# Cricétomiculture
Élevage du cricétome

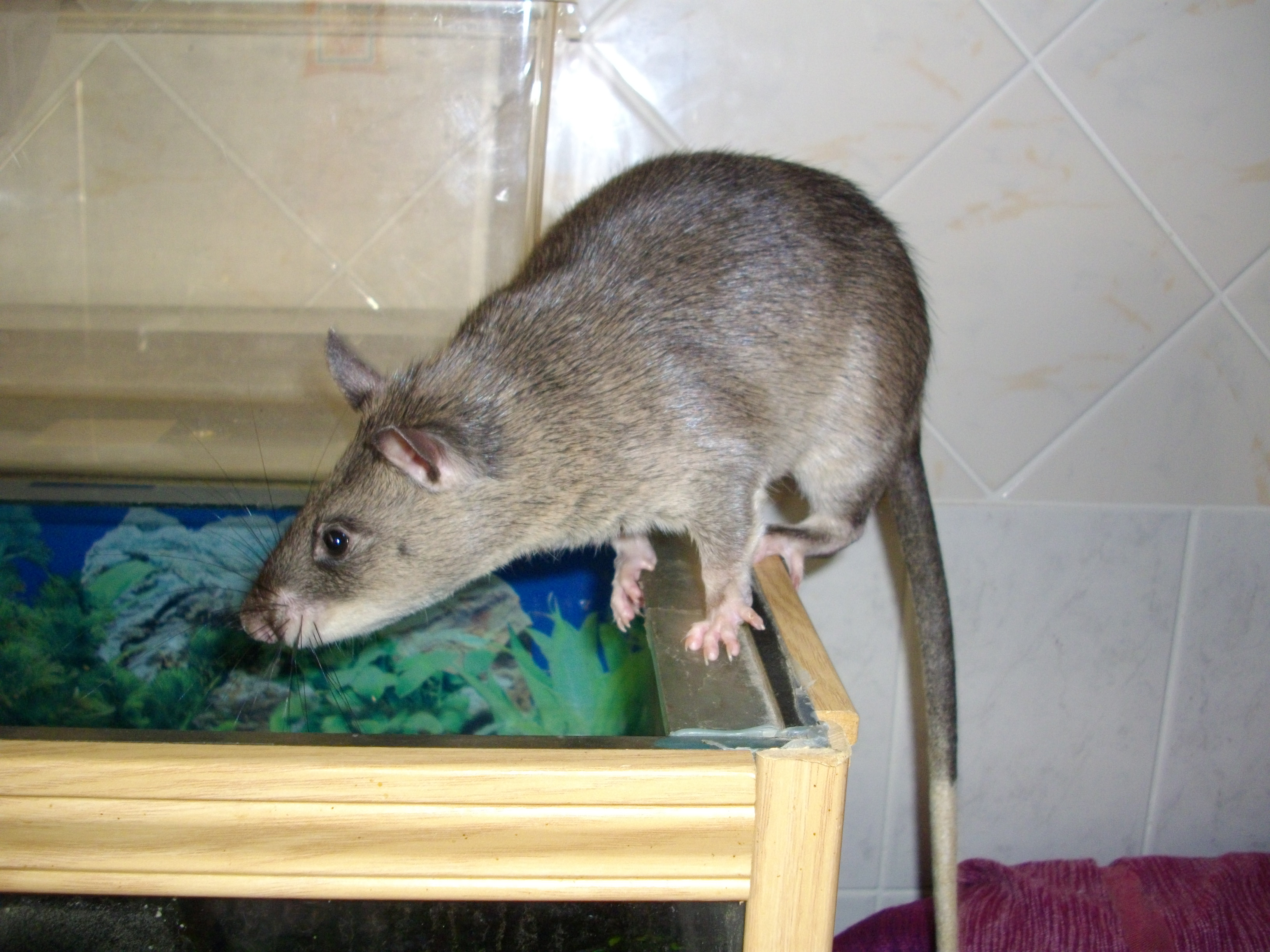
Un Cricétome des savanes (Cricetomys gambianus) apprivoisé.

La cricétomiculture ou élevage du cricétome désigne l'élevage des cricétomes. L'espèce principalement élevée est le Cricétome des savanes (Cricetomys gambianus). La cricétomiculture a pour objet principal la production de viande à destination de l'alimentation humaine. Ce mini-élevage se pratique surtout en Afrique de l'Ouest et en Afrique centrale.